# تياغو بريتو
تياغو بريتو (20 أغسطس 1992 في البرازيل - ) هو لاعب كرة قدم برازيلي في مركز الهجوم. لعب مع جمعية بورتوغيزا الرياضية ونادي المصنعة ونادي النصر ونادي سانتوس ونادي غريميو بارويري ونادي فيلا نوفا ونادي أوبيرابا الرياضي.

## وصلات خارجية
- تياغو بريتو على موقع قاعدة بيانات كرة القدم.إي يو (الإنجليزية)
- تياغو بريتو على موقع Soccerway.com (الإنجليزية)